# Іллінка (Сеченовський район)
Іллінка (рос. Ильинка) — село в Сеченовському районі Нижньогородської області Російської Федерації.
Населення становить 182 особи. Входить до складу муніципального утворення Болтинська сільрада.

## Історія
Від 2009 року входить до складу муніципального утворення Болтинська сільрада.

## Населення
| 2002 | 2010 |
| ---- | ---- |
| 225  | ↘182 |